# L'inferno di cristallo
L'inferno di cristallo (The Towering Inferno) è un film del 1974 diretto da John Guillermin, tratto dai romanzi La torre (1973) di Richard M. Stern e L'inferno di cristallo (The Glass Inferno, 1974) di Thomas N. Scortia e Frank M. Robinson.

## Trama
A San Francisco è in programma l'inaugurazione dell'edificio più alto del mondo (138 piani e 550 metri d'altezza): il grattacielo è stato realizzato dall'imprenditore James Duncan su progetto dell'architetto Doug Roberts.
Alla cerimonia di inaugurazione presenziano circa 300 vip, tra cui il sindaco Ramsay e il senatore Parker. Purtroppo, già prima dell'inizio della cerimonia Roberts si accorge che l'impianto elettrico non risponde ad adeguati standard di sicurezza e accusa di ciò Roger Simmons, genero di Duncan e responsabile dei lavori elettrici, che ha usato materiali scadenti per risparmiare sui costi.
I timori di Roberts si tramutano in realtà quando il surriscaldamento di alcuni cavi provoca un cortocircuito all'81º piano dell'edificio, in un magazzino nel quale è custodito materiale infiammabile. Mentre la festa ha inizio, l'incendio divampa indisturbato in quanto neppure i sensori automatici ne rilevano la presenza e, di conseguenza, l'impianto di spegnimento non viene messo in funzione. Solo più tardi, notando del fumo uscire da sotto la porta del magazzino tramite una telecamera di sicurezza a circuito chiuso, il personale della centrale di controllo si accorge del problema e Roberts viene subito avvertito: questi corre quindi sul posto per un sopralluogo insieme a un proprio collaboratore, Will Giddings. Lì si trova anche un addetto alla sicurezza che apre la porta; i due non fanno in tempo a impedirglielo, perché l'afflusso di aria potrebbe rinvigorire un eventuale focolaio: così infatti succede, e una vampata improvvisa di fuoco colpisce Giddings ustionandolo in modo grave. Giddings morirà più tardi in ospedale, e sarà solo la prima vittima della serata.
Roberts riferisce a Duncan dell'incendio, avvertendolo della necessità di evacuare il salone delle feste, ma questi si rifiuta di farlo, convinto come è della piena efficacia degli impianti antincendio; nel frattempo giungono sul posto i vigili del fuoco al comando del capitano Mike O'Halloran; questi, resosi conto della gravità della situazione, ordina ad un ancora recalcitrante Duncan l'immediata evacuazione dell'edificio; viene quindi organizzato un piano di salvataggio attraverso l'ascensore rapido. Il piano ha successo finché le fiamme non ne rendono più consigliabile l'uso: un ulteriore gruppo, ignorando le raccomandazioni e tentando di mettersi in salvo, lo usa ugualmente quando il fuoco ha oramai raggiunto le trombe spargendosi tramite finiture e suppellettili infiammabili, e i fuggitivi non hanno scampo; anche Bigelow e la sua segretaria nonché amante Lorrie, che si erano appartati negli uffici, trovano la morte accerchiati dalle fiamme. Le esplosioni dovute alle perdite di gas hanno reso impraticabili anche le scale, rendendo quindi impossibile la fuga passando all'interno del palazzo.
Nel frattempo l'incendio ha messo completamente fuori uso l'impianto elettrico e il palazzo è al buio, con i superstiti intrappolati di fatto sulla terrazza panoramica. Il tentativo di salvataggio tramite un elicottero fallisce, perché forti raffiche di vento causano la collisione del velivolo con il tetto del palazzo, uccidendone l'equipaggio e danneggiando ulteriormente la terrazza; giunge in aiuto anche il soccorso navale, che allestisce sul tetto di un edificio limitrofo la base di una teleferica il cui capo opposto viene portato da un altro elicottero sul tetto del grattacielo in fiamme. Si riescono così a portare in salvo le donne; restano solo gli uomini, per i quali era già stata stabilita una turnazione mediante sorteggio, e Duncan dichiara che lui e Simmons, ormai completamente ubriaco, saranno gli ultimi a lasciare l'edificio. Ma è lo stesso Simmons, preso dal panico, a tentare la fuga salendo sulla teleferica a discapito degli altri. Nasce una colluttazione nella quale resta coinvolto anche il senatore Parker, che viene spinto nel vuoto, mentre un'ulteriore esplosione causa il distacco del cavo della teleferica e la caduta nel vuoto con Simmons a bordo.
O'Halloran e Roberts tentano quindi un'ultima disperata carta: far saltare i serbatoi idrici alla sommità del palazzo, che contengono quattro milioni di litri di acqua, per spegnere l'incendio. I due minano il fondo esterno dei serbatoi e il solaio con esplosivo C-4 e tornano nel salone sottostante: l'esplosione provoca un'inondazione che miete altre vittime fra le quali anche il sindaco, ma alla fine l'incendio è domato. Il conteggio finale delle vittime risulta di circa 200 morti.
Una volta in salvo sulla strada, Roberts, pensando a cosa ne sarà della sua opera architettonica, dice che per quanto gli riguarda, potrebbe rimanere in quello stato come emblema dell'idiozia umana; O'Halloran, infine si congeda da Roberts e se ne va, esausto.

## Produzione
Il film fu un tipico colossal hollywoodiano per budget e cast: prodotto da Irwin Allen e distribuito negli Stati Uniti dalla 20th Century Fox e, nel resto del mondo, dalla Warner Bros., il film costò 14 milioni di dollari dell'epoca.

### Cast
Sebbene i personaggi principali siano essenzialmente quelli interpretati da Paul Newman e Steve McQueen, anche per personaggi di contorno questo kolossal prevede interpreti di grosso nome, con la presenza di numerosi artisti che avevano conosciuto grande fama nei decenni passati: William Holden, Fred Astaire, Jennifer Jones; tra gli attori emergenti, già tuttavia famosi, figurano Susan Blakely, Faye Dunaway e Richard Chamberlain; O. J. Simpson era quasi esordiente, essendo al suo secondo film e ancora attivo come giocatore di football americano.
L'allora settantacinquenne Fred Astaire, mai candidato precedentemente per il premio Oscar durante la sua ultraquarantennale carriera cinematografica, ricevette la sua unica candidatura nel 1975 proprio in occasione della sua performance nell'Inferno di cristallo, anche se il premio andò a Robert De Niro per la sua interpretazione nel Padrino parte II. Tuttavia Astaire fu premiato con il Golden Globe 1975 e il BAFTA 1976. Due ulteriori Golden Globe furono assegnati ad altrettante attrici, Susan Flannery (premio alla miglior debuttante), al suo esordio cinematografico e Jennifer Jones (miglior attrice non protagonista), altresì, al suo ultimo film.

## Accoglienza
Costato 14 milioni di dollari, il film ebbe un grande successo guadagnandone quasi 140 al botteghino, 116 dei quali solo negli Stati Uniti.

## Riconoscimenti
- 1975 - Premio Oscar
  - Migliore fotografia a Fred J. Koenekamp e Joseph F. Biroc
  - Miglior montaggio a Harold F. Kress e Carl Kress
  - Miglior canzone (We May Never Love Like This Again) a Al Kasha e Joel Hirschhorn
  - Candidatura come miglior film a Irwin Allen
  - Candidatura come miglior attore non protagonista a Fred Astaire
  - Candidatura alla migliore scenografia a William J. Creber, Ward Preston e Raphael Bretton
  - Candidatura al miglior sonoro a Theodore Soderberg e Herman Lewis
  - Candidatura alla migliore colonna sonora a John Williams
- 1975 - Golden Globe
  - Miglior attore non protagonista a Fred Astaire
  - Migliore attrice debuttante a Susan Flannery
  - Candidatura come migliore attrice non protagonista a Jennifer Jones
  - Candidatura alla migliore sceneggiatura a Stirling Silliphant
  - Candidatura alla miglior canzone (We May Never Love Like This Again) a Al Kasha e Joel Hirschhorn
- 1975 - David di Donatello
  - Miglior film straniero a John Guillermin
- 1976 - Premio BAFTA
  - Miglior attore non protagonista a Fred Astaire
  - Miglior colonna sonora a John Williams
  - Candidatura alla migliore scenografia a William J. Creber
  - Candidatura alla migliore fotografia a Fred J. Koenekamp
- 1975 - American Cinema Editors
  - Candidatura al miglior montaggio a Harold F. Kress e Carl Kress
- 1978 - Golden Screen
  - Golden Screen Award
- 1976 - Kinema Junpo Award
  - Miglior film straniero a Irwin Allen e John Guillermin
- 1975 - Motion Picture Sound Editors
  - Miglior montaggio sonoro (dialoghi)
- 1974 - National Board of Review Award
  - Migliori effetti speciali (Premio Speciale)
- 2006/2009 - Satellite Award
  - Candidatura come miglior DVD
  - Candidatura ai migliori extra DVD